# Art en réseau
L'art en réseau regroupe des pratiques artistiques basées sur l'échange, la mise en relation.
L'art en réseau utilise les moyens de communication comme processus de création. Les formes qui circulent sur le réseau interrogent les moyens (outils, infrastructure, dispositif…) qui les font exister et les rendent perceptibles ou non. Le réseau internet (art en ligne) peut être un de ces moyens mais d'autres types de réseaux peuvent être utilisés comme le courrier postal (mail art), les ondes radio, les satellites, les téléphones mobiles ou encore des réseaux locaux.
Les échanges d'information entre acteurs à travers ces réseaux peuvent provoquer l'essor de nouvelles réflexions, l'émergence de dispositifs de collaborations et de coopérations. L'art en réseau peut alors être rapproché de l'esthétique relationnelle.

## Artistes et œuvres
L'artiste Fred Forest a par exemple utilisé dans ses travaux : la télévision, le téléphone, la vidéo, le câble, le minitel, la presse écrite et le déplacement urbain.
Olga Kisseleva crée des installations monumentales en réseau.
Grégory Chatonsky crée des dispositifs urbains en réseau.
Comme le Web, l’e-mailing a généré plusieurs fantasmes de communication, il a institué également la réactivité et l’interactivité entre des individus. Pour cela, l'artiste tunisien Ramzi Turki a choisi d’approfondir ses recherches numériques sur des pratiques artistiques qui peuvent toucher la crise de la communication et qui sollicitent une mise en réseau des artistes. En 2006, il a reçu un e-mail contenant une œuvre scannée de l'artiste belge Luc Fierens. Il a transmis cette image à environ 7 000 adresses e-mails d’artistes en sollicitant leurs interactions. Il a reçu en retour presque 200 contributions et messages. Son acte consiste à analyser et à mettre en valeur la communication entre les artistes à travers un outil télé-communicationnel contemporain.